# Tatsuya Kumagai
Tatsuya Kumagai (japanisch 熊谷 達也 Kumagai Tatsuya; * 25. September 1992 in Tōgane) ist ein ehemaliger japanischer Fußballspieler.

## Karriere
Kumagai erlernte das Fußballspielen in der Jugendmannschaft von Kashiwa Reysol und der Universitätsmannschaft der Sendai-Universität. Seinen ersten Vertrag unterschrieb er 2015 bei Blaublitz Akita. Der Verein spielte in der dritthöchsten Liga des Landes, der J3 League. Für den Verein absolvierte er 55 Ligaspiele. Ende 2016 beendete er seine Karriere als Fußballspieler.